# Avventure nell'ignoto
Avventure nell'ignoto (Code of the Wild) è un programma televisivo statunitense, in onda nel 2019.
I fratelli Chris e Casey Keefer cercano risposte su misteri secolari, usando entrambe le tecniche di indagine della vecchia scuola e la tecnologia new age.
La serie viene trasmessa negli Stati Uniti su Travel Channel dal 7 agosto al 25 settembre 2019, mentre in Italia su Discovery Science dal 14 gennaio 2020.

## Episodi
| nº | Titolo originale              | Titolo italiano          | Prima TV USA      | Prima TV Italia  |
| -- | ----------------------------- | ------------------------ | ----------------- | ---------------- |
| 1  | The Curse of El Dorado        |                          | 7 agosto 2019     |                  |
| 2  | Alaska Triangle               | Il triangolo dell'Alaska | 14 agosto 2019    | 14 gennaio 2020  |
| 3  | Lost Race of Giants           | Civiltà perduta          | 21 agosto 2019    | 11 febbraio 2020 |
| 4  | Vanished Confederate Treasure | Un tesoro perduto        | 28 agosto 2019    | 21 gennaio 2020  |
| 5  | Aztecs in America             | Il tesoro azteco         | 4 settembre 2019  | 4 febbraio 2020  |
| 6  | Schultz's Missing Millions    |                          | 11 settembre 2019 |                  |
| 7  | Lost Treasure of Panther Key  |                          | 18 settembre 2019 |                  |
| 8  | Swift Silver                  | Miniera d'argento        | 25 settembre 2019 | 28 gennaio 2020  |